# Staatsbibliothek zu Berlin
De Staatsbibliothek zu Berlin is de grootste wetenschappelijke bibliotheek van Duitsland. Deze bibliotheek in Berlijn is het eigendom van de Stiftung Preussischer Kulturbesitz, een publiekrechtelijke stichting die ressorteert onder de minister van cultuur.
Deze bibliotheek begon haar bestaan in 1661 als hofbibliotheek van de keurvorsten van Brandenburg. In 1701 gaf koning Frederik I van Pruisen haar de naam Königliche Bibliothek zu Berlin. In 1918 kreeg de bibliotheek de naam Preussische Staatsbibliothek. Na 1945 werd de bibliotheek net als Berlijn in tweeën gedeeld. In West-Berlijn kwam de Deutsche Staatsbibliothek, in Oost-Berlijn de Staatsbibliothek Preussischer Kulturbesitz. Sinds 1992 luidt de naam voluit Staatsbibliothek zu Berlin - Preussischer Kulturbesitz. De bibliotheek heeft twee hoofdlocaties, aan Unter den Linden en aan de Potsdamer Straße, daar als deel van het Kulturforum Berlin.
De verzamelingen van de Staatsbibliothek omvatten circa 10 miljoen boeken, waaronder ongeveer vijfduizend incunabelen en veertigduizend handschriften. Er is een uitgebreide muziekverzameling, met onder andere vele muziekhandschriften van Johann Sebastian Bach, Ludwig van Beethoven en Felix Mendelssohn, en het Altbachisches Archiv van de Berlijnse Sing-Akademie. De Gesamtkatalog der Wiegendrucke, een project voor de catalogisering van alle incunabelen, is vanaf het begin in deze Berlijnse bibliotheek ondergebracht. De Staatsbibliotheek houdt verder bijvoorbeeld Kalliope bij, een online database met meer dan een miljoen autografen van tienduizenden Duitse schrijvers.